# End of You
End of You – fiński zespół metalu gotyckiego, założony w 2003, w Helsinkach. Założycielem grupy był Jami Pietilä. Pierwszym muzykiem, którego zaprosił do współpracy był Lede, który wcześniej grywał m.in. w Catamenii. Wkrótce do zespołu dołączyli inni muzycy, Johnny, Mika i Jani. W takim składzie, w 2004, End of You nagrało 7-utworowe demo Walking With No One i wysłali je do fińskiej wytwórni płytowej Spinefarm Records, gdzie zainteresowano się zespołem. Po zaledwie paru miesiącach negocjacji został podpisany kontrakt i zespół zaczął nagrywac debiutancki album.
W listopadzie 2005 ukazał się pierwszy singel, Walking With No One. Drugi singel Upside Down ukazał się w 2006, w tym samym roku ukazał się debiutancki album zespołu Unreal.

## Dyskografia
| 2006                           | Unreal - Data: 29 stycznia 2006 - Wydawca: Spinefarm Records                   | 34 |
| 2008                           | Mimesis - Data: 23 kwietnia 2008 - Wydawca: Spinefarm Records                  | 38 |
| 2010                           | Remains of the Day - Data: 7 kwietnia 2010 - Wydawca: Playground Music Finland | —  |
| "—" pozycja nie była notowana. |                                                                                |    |